# Port du Salut
Pour l’article homonyme, voir Port-Salut.
Le Port du Salut est un cabaret parisien de la Rive gauche, situé près de la mairie du 5e arrondissement, à l'angle de la rue Saint-Jacques et de la rue des Fossés-Saint-Jacques, à 100 mètres du Panthéon et 300 mètres du jardin du Luxembourg. 
Il ferma ses portes en 1982, avant de devenir un restaurant.

## Historique
L'auberge du Port du Salut, construite au XVIIIe siècle, succédait à un établissement plus ancien qu'avait déjà fréquenté, au XVe siècle, le poète François Villon. Il semble qu'au début du xxe siècle le lieu se soit appelé  « Au Port-Salut ».
Françoise Rosier, René Cozzano et Jacques Massebeuf ouvrirent en 1955 le cabaret qu'ils appelèrent « Le Port du Salut » et qui devint un des plus célèbres cabarets de la rive gauche. Entre 1955 et 1982, de nombreux artistes y ont fait leurs débuts : Bernard Lavalette, Richard Marsan (1955), Guy Béart, Barbara, Guy Bedos, Pierre Doris (1956), Georges Moustaki, René-Louis Lafforgue (1957), Jean Yanne, Anne Sylvestre (1959), Serge Gainsbourg, Jean Ferrat (1960), Romain Bouteille (1961), Pierre Perret, Les Frères ennemis (André Gaillard et Teddy Vrignault (1962), Boby Lapointe (1963), Morice Benin (1965), Jacques Debronckart, Maurice Fanon, Pia Colombo, Dadzu, Jean Hébrard, Bernard Dimey, Jacques Mailhot, Dominique Grange (1967), Pierre Doris, Daniel Guichard, Jacques Yvart, Les Enfants terribles (1968), Jean Harold , Yvan Labéjof, Coluche (1972), Éric Vincent (auteur de la chanson Le Port du Salut, Paul Préboist, Pierre et Marc Jolivet (1973), François Corbier, Josee Moonens, Serge Llado, Pierre Péchin, Ricet Barrier, Patrick Sébastien (1975), René-Louis Baron (1980)…
Maurice Mignot tient le rôle de pianiste du Port du Salut pendant toutes ces années
Beaucoup d'autres s'y sont produits : Bernard Montangero, Florence Camaroque, Marie-Thérèse Orain, Cocagne et Delaunay, Jacques Delord, Otto Wessely, Michel Dejeneffe , Bernard André, David et Dominique ( David Jisse et Dominique Marge), John Guez, etc.
Jean-Pierre Maury, comédien-poète (Le Funambule poétique, Les Chandelles), qui avait son atelier de moulage au premier étage du cabaret depuis son ouverture, vient, après ces années, rejoindre la codirection avec Françoise Rosier à la suite du départ de Jacques Massebeuf.
Le cabaret ferma ses portes en 1982  et le Port du Salut redevint un simple restaurant, avec, cependant, selon les propriétaires qui s'y sont succédé, parfois quelques velléités de faire renaître ce lieu mythique.
En 2010, Gérard Chambre, accompagné de ses musiciens (Yorfela et Mika Apamian notamment), réanime la cave ainsi que quelques élèves du Conservatoire de Didier Lockwood.

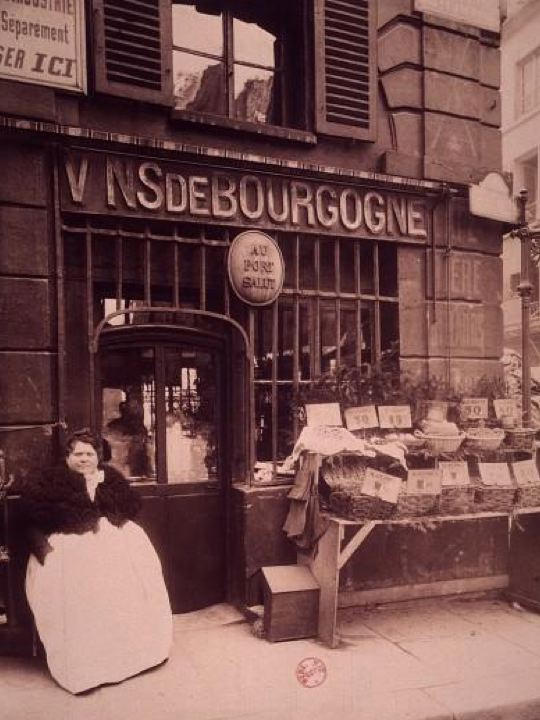
Vue de la rue et du cabaret Au Port-Salut (photo d'Eugène Atget, 1903).
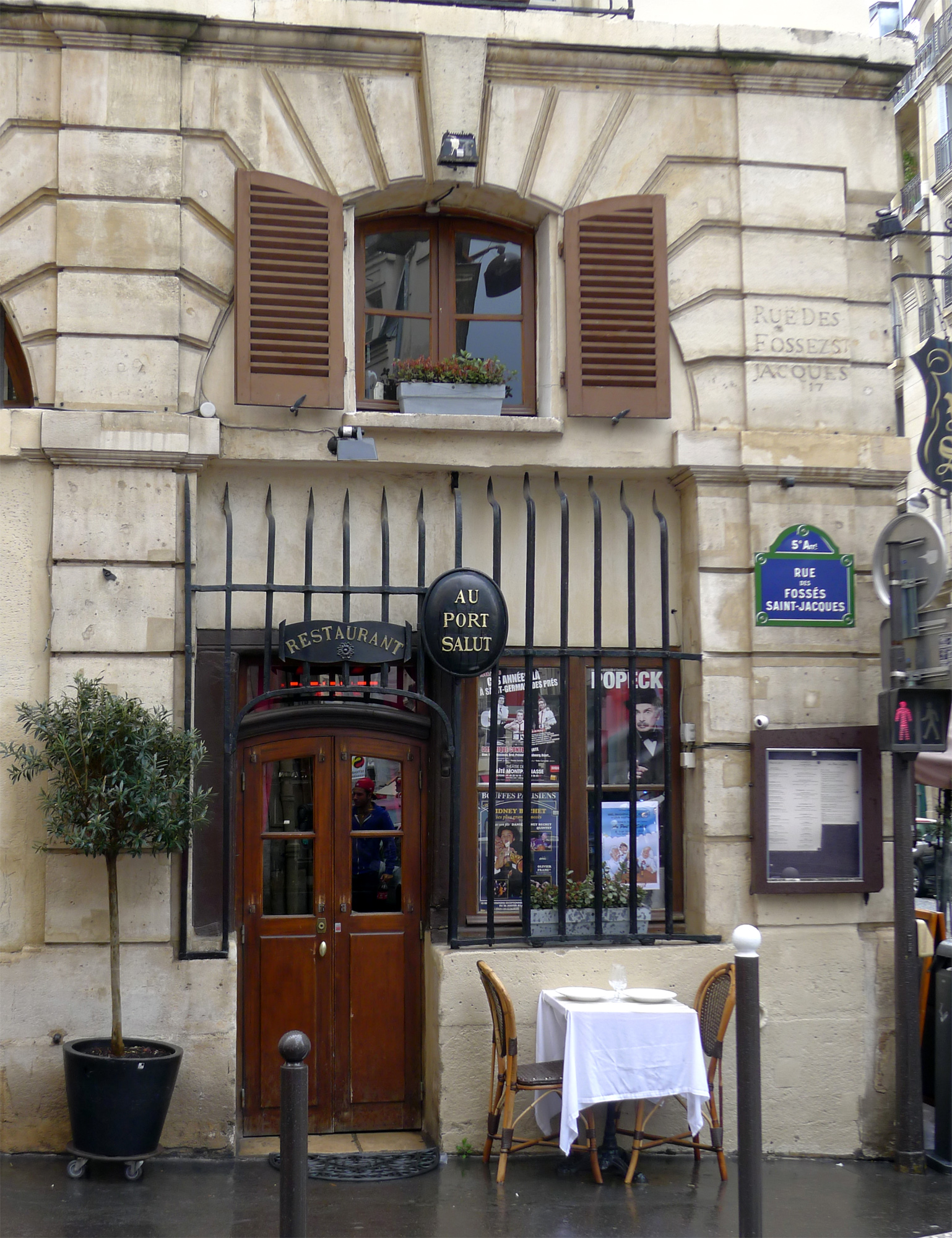
Même vue mais en 2014.

## Description
C'est aujourd'hui un restaurant qui propose des plats typiquement français avec des produits frais de qualité. Depuis avril 2012, le fonds de commerce est géré par Patrick Brami.